# Cryphia virescens
Cryphia virescens là một loài bướm đêm trong họ Noctuidae.